# Parvoscincus boyingi
Parvoscincus boyingi — вид сцинкоподібних ящірок родини сцинкових (Scincidae). Ендемік Філіппін.

## Поширення і екологія
Parvoscincus boyingi відомі з типової місцевості, розташованої на горі Тапулао в гірському хребті Замбалес на острові Лусон, на висоті 1460 м над рівнем моря. Вони живуть у вологих тропічних лісах.